# L'argent fait le bonheur
L'argent fait le bonheur és una pel·lícula francesa dirigida per Robert Guédiguian, estrenada el 1993.
Aquesta és la primera part dels "Contes de l'Estaca", abans de Marius i Jeanette i À l'attaque !.

## Argument
En una ciutat de Marsella, un sacerdot i unes mares de família intenten calmar una situació minada per problemes d'atur, delinqüència, prostitució i narcotràfic. La pel·lícula gira en particular al voltant de la rivalitat entre dos petits caids que han traçat una línia a terra que divideix la ciutat en dos clans.

## Repartiment
- Ariane Ascaride : Simona Viali
- Jean-Pierre Darroussin : el capellà
- Pierre Banderet : M. Degros
- Danièle Lebrun : la prostituta
- Roger Souza : Jackpot
- Gérard Meylan : M. Munoz
- Frédérique Bonnal : Mme Degros
- Lorella Cravotta : Mme Munoz
- Jacques Boudet : M. Goudre

## Producció
Aquesta és la primera pel·lícula que Robert Guédiguian va coescriure amb Jean-Louis Milesi, el seu company de guió durant els propers quinze anys.